# Roger & Me
Roger & Me é um filme documentário estadunidense de 1989, escrito e dirigido pelo cineasta Michael Moore.

## Investigação
Michael Moore, cineasta realizador de documentários, teve a ideia de pedir explicações à Roger Smith, presidente da General Motors, pelo fechamento de onze fábricas na cidade de Flint (cidade natal de Moore, no estado de Michigan), que deixou 67.352 pessoas sem trabalho. O mais intrigante era que as fábricas automobilísticas deixavam um superávit milionário.
Durante dois anos, Moore tentou, sem êxito, entrevistar Roger Smith. Entretanto, fez o retrato de uma cidade que um dia foi modelo de bem-estar e entrou na miséria por uma decisão da mesma companhia que a levantou.

## Sinopse
Em Roger & Me, Michael Moore denuncia o sofrimento de milhares de famílias que simplesmente caíram arrasadas ao passo do grande capital e tira à luz a lógica implacável do modelo de vida estadunidense, que despreza aos perdedores, porém evita perguntar pelas razões que conduzem (por exemplo, aos habitantes de Flint) desde o trabalho honrado até a pobreza mais indigna.